# سالفيستر إس. هيريرا
سالفيستر إس. هيريرا (بالإنجليزية: Silvestre S. Herrera)‏ هو عسكري أمريكي، ولد في 17 يوليو 1917 في كامارغو ‏ في المكسيك، وتوفي في 26 نوفمبر 2007 في غلانديل في الولايات المتحدة.